# Golden Beach (Maryland)
Golden Beach – jednostka osadnicza w Stanach Zjednoczonych, w stanie Maryland, w hrabstwie St. Mary’s.